# گلوب اند میل
گلوب اند میل (به انگلیسی: The Globe and Mail) یک روزنامه کانادایی است که در سطح کشوری توزیع می‌شود. مقر آن در تورنتو قرار دارد و در شش تا از شهرهای کشور به چاپ می‌رسد و هفته‌ای حدود ۱ میلیون خواننده دارد. این مجله، پرتیراژترین روزنامه ملی و دومین روزنامه از نظر تعداد تیراژ روزانه پس از تورنتو استار است. گلوب اند میل توسط برخی به عنوان روزنامه ملی کانادا به حساب آورده‌اند.